# Kampanj
Kampanj (franska: campagne) innebär att man under en tidsbegränsad period bedriver en viss verksamhet för att uppnå ett visst mål.

## Olika typer av kampanjer

### Militär
I den ursprungliga betydelsen syftade kampanj på en militärkampanj, det vill säga ett fälttåg. 

### Politik
Med en valkampanj betecknar man ett partis strategi och metoder inför ett val.

### Jordbruk
En betkampanj är den tid på året då sockerbetsodlarna lämnar in sin skörd till sockerbruken.

### Marknadsföring
En reklamkampanj är en företags sätt att med olika kommunikationsmetoder och -kanaler försöka övertyga potentiella kunder att köpa företagets produkter eller att för påverka kundernas image av företaget. Reklamkampanjer brukar delas in i två kategorier, incitamentsdrivna och generella kampanjer. Incitamentsdrivna reklamkampanjer innefattar ibland en rabattkupong eller rabattkod som brukas för att ta del av kampanjen. Reklamkampanjer på nätet kan exponeras i bannerformat, textbaserat som en del i ett sökmotorresultat eller via en extern kampanjsida. Kampanjplanen beskriver hur de olika aktiviteterna i en kampanj skall samordnas med varandra för att ge maximal effekt.